# Na Brodle
Na Brodle – część wsi Szklary w Polsce, położona w województwie małopolskim, w powiecie krakowskim, w gminie Jerzmanowice-Przeginia.
W latach 1975–1998 Na Brodle administracyjnie należało do województwa krakowskiego.